# Los Vargas, Hidalgo
Los Vargas är en ort i Mexiko.   Den ligger i kommunen Cardonal och delstaten Hidalgo, i den sydöstra delen av landet, 120 km norr om huvudstaden Mexico City. Los Vargas ligger 1 948 meter över havet och antalet invånare är 123.
Terrängen runt Los Vargas är kuperad. Runt Los Vargas är det ganska glesbefolkat, med 42 invånare per kvadratkilometer. Närmaste större samhälle är Santiago de Anaya, 13,0 km söder om Los Vargas. Trakten runt Los Vargas består i huvudsak av gräsmarker.